# Manuel Frigo
Manuel Frigo (Cittadella, 18 febbraio 1997) è un nuotatore italiano.

## Biografia
Ai mondiali di Gwangju 2019, dove ha stabilito il primato nazionale nella staffetta 4x100 metri stile libero, con il tempo di 3'11"39. Il suo tempo di frazione è stato di 47"29.
Ha rappresentato la Italia ai Giochi olimpici estivi di Tokyo 2020, vincendo l'argento nella 4x100 m stile libero, con Alessandro Miressi, Thomas Ceccon, Lorenzo Zazzeri e Santo Condorelli.
Ai mondiali di Budapest 2022 ha ottenuto il bronzo nella staffetta 4x100 m stile libero.
Ha fatto parte della spedizione italiana ai mondiali di nuoto in vasca corta di Melbourne 2022, guadagnando la medaglia d'oro nella 4x100 metri stile libero, con i connazionali Alessandro Miressi, Paolo Conte Bonin, Leonardo Deplano e Thomas Ceccon, senza scendere in acqua in finale. Ha vinto anche la medaglia d'argento nella staffetta 4x50 m stile libero, nuotando in ultima frazione, e quella di bronzo nella 4x200m stile libero, nuotando solo in batteria.
Ai mondiali di Fukuoka 2023 e di Doha 2024 ha ottenuto due medaglie d'argento, entrambe nella staffetta 4x100 m stile libero. Nella medesima specialità si aggiudica anche il bronzo alle Olimpiadi di Parigi 2024, concludendo la staffetta italiana con una frazione di 47''06, e l'argento ai mondiali di Singapore dell'anno successivo (in 3'09"58, nuovo record italiano).

## Record nazionali
- Staffetta 4x100m stile libero: 3'09"58 ( Singapore, 27 luglio 2025)

## Palmarès
- Giochi olimpici

Tokyo 2020: argento nella 4x100m sl.
Parigi 2024: bronzo nella 4x100m sl.
- Mondiali:

Budapest 2022: bronzo nella 4x100m sl.
Fukuoka 2023: argento nella 4x100m sl.
Doha 2024: argento nella 4x100m sl.
Singapore 2025: argento nella 4x100m sl.
- Mondiali in vasca corta

Abu Dhabi 2021: oro nella 4x50 m sl, argento nella 4x100 m sl.
Melbourne 2022: oro nella 4x100 m sl, argento nella 4x50 m sl, bronzo nella 4x200 m sl.
Budapest 2024: argento nella 4x100m sl, bronzo nella 4x200m sl.
- Europei

Budapest 2020: bronzo nella 4x100m sl, nella 4x200m sl e nella 4x100m sl mista.
Roma 2022: oro nella 4x100m sl e nella 4x100m misti.

### Campionati italiani
| Anno | Edizione    | stile libero 50 m | stile libero 100 m | stile libero 4x100 m | misti 4x100 m |
| ---- | ----------- | ----------------- | ------------------ | -------------------- | ------------- |
| 2019 | Primaverili | -                 | 2                  | 3                    | -             |
| 2019 | Estivi      | 3                 | 1                  | -                    | -             |
| 2020 | Estivi      | -                 | 3                  | -                    | -             |
| 2021 | Primaverili | -                 | 3                  | -                    | -             |
| 2022 | Primaverili | -                 | 3                  | 1                    | -             |
| 2022 | Invernali   | 3                 | -                  | -                    | -             |
| 2023 | Primaverili | -                 | -                  | 3                    | -             |
| 2023 | Invernali   | -                 | 2                  | -                    | -             |
| 2024 | Primaverili | -                 | -                  | 1                    | -             |
| 2025 | Primaverili | -                 | 1                  | 1                    | 2             |